# أنا أتهم

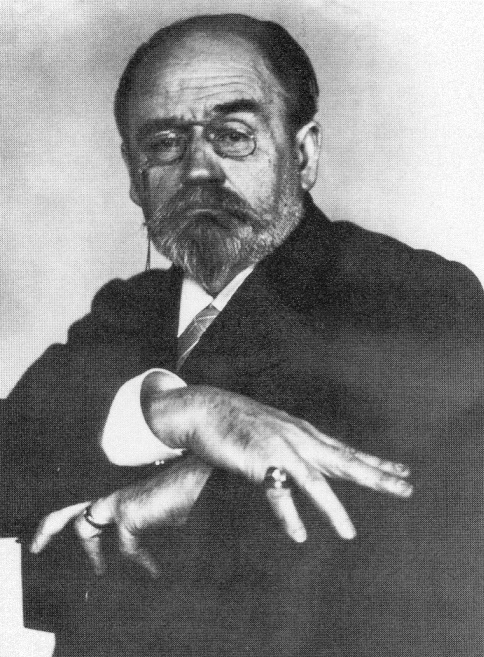
إلتقط فليكس نادار هذه الصورة لإميل زولا في مارس عام 1898 أثناء ذكر خلاصة مقالة "أنا اتهم": "أنا أنتظر"

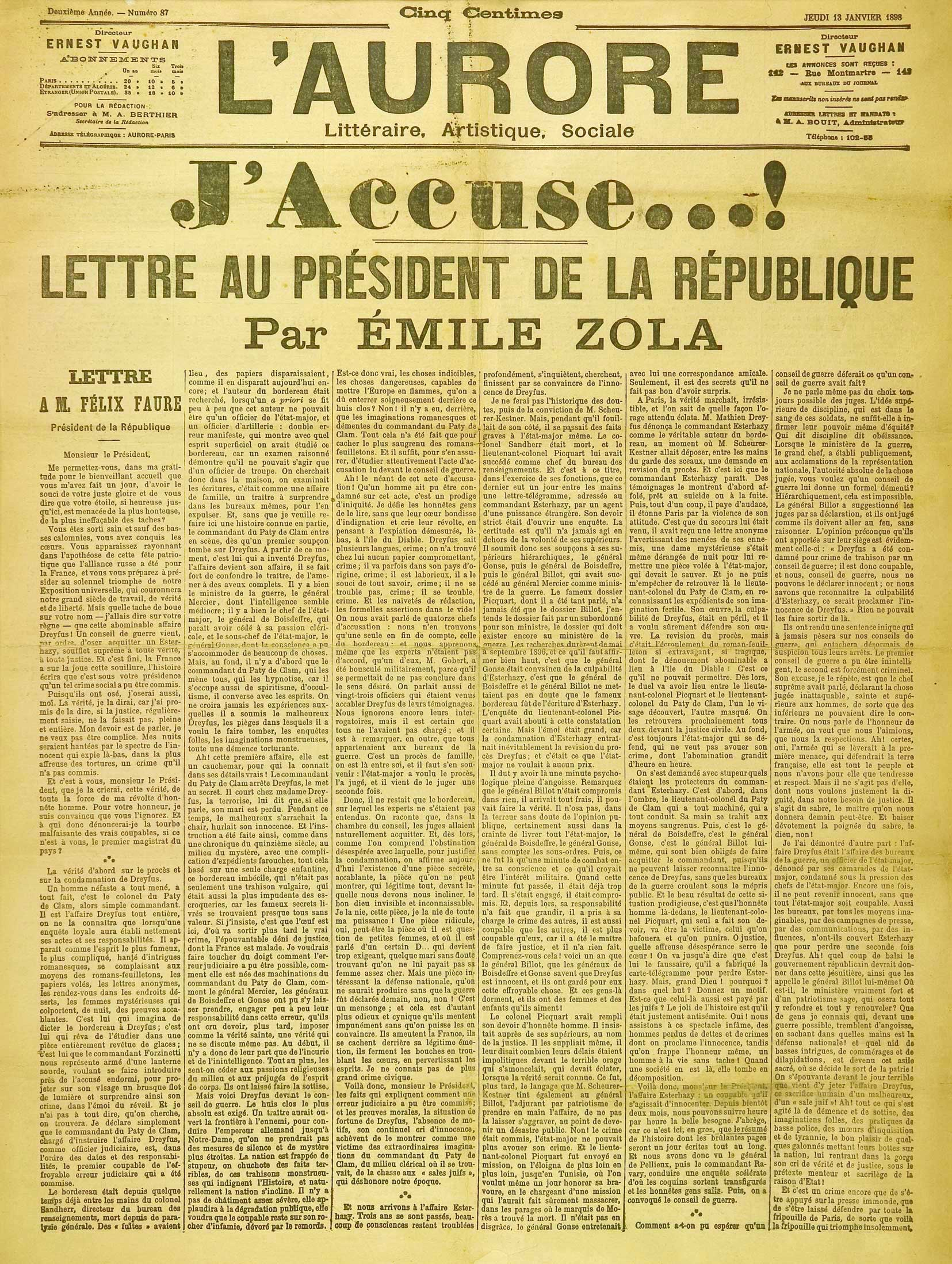
الصفحة الأولى من مقالة إميل زولا ، أنا أتهم...! نشرت في 13 يناير 1898

أنا أتهم...! (بالفرنسية: !...J'accuse)‏ هو عنوان مقالة كتبها إميل زولا حينئذ حول قضية دريفوس. تم نشر هذا المقال بجريدة لورور في 13 يناير عام 1898 على شكل رسالة مفتوحة لفيليكس فور رئيس الجمهورية الفرنسية آنذاك.
ألفريد دريفوس هو نقيب بأركان حرب بالجيش الفرنسي من أصل يهودي، تم اتهامه زورا في خريف عام 1894 بتسريب ملفات فرنسية سرية للمركز العسكري الألماني بباريس، كما تم تجريده علناً من رتبته العسكرية، وبُعث به إلى جزيرة الشيطان بغويانا الفرنسية، مما دفع عائلته لتنظيم حملة تدافع عنه. وبدأت المعلومات تتجمع خطوة خطوة حول المخالفات الجسيمة بالقضية عام 1894، كما تم اكتشاف الخائن الحقيقي في نوفمبر عام 1897، وهو المقدم والسن استرهازي.
وخوفاً من حدوث نزاع شعبي، وإعادة فتح القضية والتحقيق بها، حاول الضباط الذين أصدروا الحكم على دريفوس، إخفاء تلك المخالفات. على أن العقيد جورج بيكار، رئيس خدمة الإعلام الحربي، اكتشف الخائن الحقيقي منذ عام 1896، ولكن تم إقصاؤه عن الجيش من قبل أركان الحرب لتتمكن من حماية المتهم الحقيقي، وبغاية إدخال دريفوس السجن بأي ثمن.
وفي نهاية عام 1897 توسعت دائرة المؤيدون لدريفوس، وعلاوة على ذلك قرر أوغست شرور -كستينيه، نائب رئيس مجلس الشيوخ، الدفاع عن دريفوس. وبالتدريج وصلت هذه الإشاعات البعيدة تماماً عن القضية إلى إميل زولا الذي نشر عدة مقالات وكانت بلا جدوى. لكن الإشاعة سُرعان ما انتشرت، وقررت قيادة الجيش ضبط وإحضار المقدم استرهازي بالمجلس الحربي، وهناك تمت تبرئته بإجماع الآراء في يناير عام 1898.
مما جعل إميل مُصراً بقوة على كشف الحقيقة، وذلك من خلال مقال نقدي منازع لهذا القرار الصادر من العدالة باسم القوى العامة، فقرر أن يعترض ويخاطر بنفسه علناً، حتى يتمكن من مخاطبة الحاضرين، وذلك بهدف فتح قضية جديدة أكثر استقلالاً، باتهامات شعبية واسمية لعشر ممثلين لقضية دريفوس، من بينهم وزير الدفاع، ورئيس أركان الحرب، وذلك عن طريق التجمهر. وأدرك زولا أنه وضع نفسه تحت طائلة القانون الصادر بشأن حرية الصحافة والإعلام في 29 يوليو عام 1881، كما أشار إلى ذلك في آخر مقالته. وأدى فضح موظف بالدولة إلى رفع العديد من المؤتمرات. ومن هنا، تمكن زولا من إعادة فتح ملف قضية دريفوس من جديد، ولكن هذه المرة تم الحكم فيها من قبل لجنة شعبية مستقلة عن السلطة الحريبة.
ويرجع الفضل إلى هذا المقال في إعادة فتح قضية دريفوس في الوقت الذي كان فيه المتهم الحقيقي استرهازي قد بُرِّئ من كل التهم المنسوبة إليه، مما حطم آمال حلفاء دريفوس. تمت محاكمة زولا في فبراير عام 1898 بتهمة التشنيع العام. وعلى الرغم من العراقيل التي وضعها رئيس المحكمة حتى يمنع إعادة فتح القضية، على اعتبار أنه تم الفصل فيها من قبل، فإن أكثر من مائة شاهد تقدموا للإدلاء بأقوالهم طوعاً وبصراحة، في حين أنه تم الحكم على زولا أقصى عقوبة، ألا وهي النفي خارج البلاد إلى مدينة لندن. ولكن القضية التي استمرت أكثر من أسبوعين، وتمكنت من كشف عيوب وثغرات الشكوى الموجهة ضد ألفريد دريفوس، وبعد عدة أشهر أدت هذه الثغرات إلى استطالة إعادة النظر في القضية.
يعتبر إذاً مقال إميل زولا أنا أتهم...! رمزا للفصاحة الخطابية، ولمدى تأثير الإعلام والصحافة في الدفاع عن الإنسان والحقيقة، وذلك استناداً لما حققه من نتائج لصالح قضية دريفوس.

## إميل زولا عام 1898

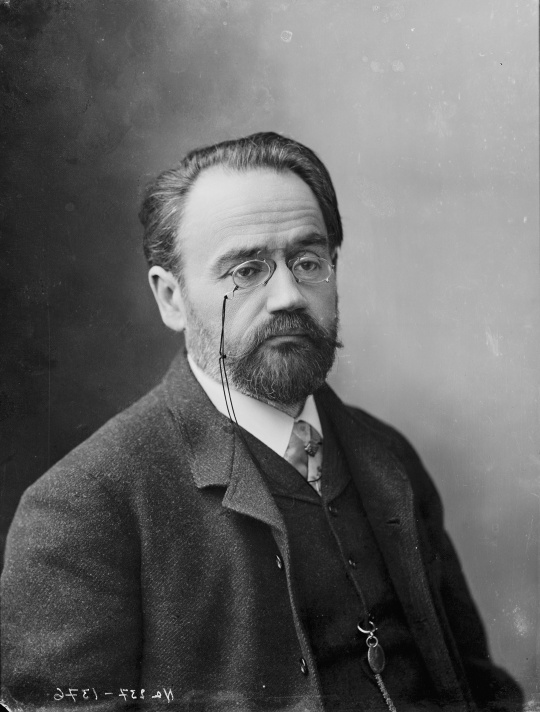
إميل زولا, بكل الفخر, يتكفل الدفاع عن قضية دريفوس

إميل زولا هو كاتب في قمة مجده مع إنه لم يتم اختياره كعضو في أكاديمية اللغة الفرنسية إلا أنه مُنح وسام جوقة الشرف وترأس جمعية الأدباء. كما أنه أتم دورته الروائية بعمله روݘون-ماكار الذي قسمه إلى عشرين جزء. أيضاً استطاع أن يًنهي لوحاً ثلاثياً اسم الثلاث مدن وكان في ذلك الوقت يجهز ليبدأ لوحاً جديد ألا وهو الأربع أناجيل. وبعد عشر سنوات من الفقر والضيق تمكن من تكوين ثروة لكن ضئيلة وعلي الرغم من ذلك إلا أنه أصبح في مأمن من الافتقار والحاجة.أي أنه لا شيء سوف يعود عيه عند دفاعه علي تلك القضية والوقوف في صف دريفوس.
عُرف في البداية بكونه روائي وبدأ مهنته كأديب عن طريق الصحافة وفيها عرف تدرج السلطات والمهام. وأثناء اشتغاله بالصحافة مر وكتب بمختلف الزوايا في عدة صحف فعرف المآثر والأحداث المختلفة كما اكتسب مهارات وأساليب الكتابة الفعالة. خاصة أن بلاغته وفصاحة أسلوبه جعلا منه كاتباً للافتتاحيات في الصحف والتي كانت الأعلى شأناً والأكثر قلقاً في الوقت نفسه.
كما عمل لفترة طويلة كناقد أدبي وكان يفعل كالقدماء يذم ويمدح الصيحات الجديدة في مجال الرسم اليدوي والتصوير. ومقالاته اليومية فيلو فيغارو كانت تحظي باهتمام كبير من القراء ولكنه ترك هذه الجريدة رسمياً في 22 سبتمبر عام 1881 بعد أن ختم بمقالة تحمل رسالة وداع وذلك حتي يتثنى له التفرغ التام لعمله الأدبي روجون-ماكار.
لم يكن لزولا أي نشاط سياسي قبل اشتراكه في الدفاع عن قضية دريفوس فيما عدا الفاصل الترفيهي الذي قام بعمله أثناء سقوط الإمبراطورية الفرنسية الثانية وذلك رغبةً في الحصول على مركز وكيل الوالي لكن كان ذلك بلا جدوى. ثم قرر أن يراقب بعناية شديدة نهاية هذه الإمبراطورية وسقوطها وبداية الجمهورية الفرنسية الثالثة وأصبح هذا كل ما يهمه حيث مكث بعيداً عن كل ارتبطاته. وقد كان كل ما حدث من حسن حظه إذ أن ملاحظته الدقيقة للأحداث السياسية جعلته شخصاً متشككاً. فقد كان دائماً يخفي بداخله جزء الازدراء والريبة تجاه الشخصيات السياسية آنذاك وكان كل شيء من وجهة نظره يخضع للشك والشبهة. لكنه ظل مقتنعاً تماماً أن الجمهورية والديموقراطية سيظلا هما الضمانات الحقيقية للحريات العامة. لذلك كان زولا يعلم جيداً أنه إذا أراد أن ينصر قضية مثل قضية دريفوس ويكسب الرأي العام لصفه، عليه أن يعتمد على إعلام منازع للسلطة الحاكمة.

## قضية دريفوس حتى يناير 1898
بدأت قضية دريفوس في خريف عام1894 على أساس خطاب يسمى بوردورو أي لائحة أو قائمة. هذا الخطاب يثبت أن هناك عمليات تسريب لمعلومات خاصة بفرنسا إلى السفارة الألمانية بباريس.وقد اتهم النقيب ألفريد دريفوس٬من أصل يهودي٬ بتهمة التجسس لصالح ألمانيا وحكم عليه بالأشغال الشاقة المؤبدة وذلك لأن خطه كان مطابقاً للخط الذي كتب به اللائحة «بوردورو» وعلى الرغم من الإنكارات التي تنفي هذه التهمة إذ أنكر دريفوس التهم المنسوبة إليه وملف القضية فارغ من الإثباتات وغياب سبب الإدعاء الرسمي إلا أن المجلس الحربي أصدر هذا الحكم وأدان دريفوس بإجماع من الحاضرين. وأدى هذا الإجماع إلى التحام شبه كلي للرأي العام الفرنسي: دريفوس خائن ويستحق ما صدر ضده من أحكام-كما يعتقدون- وقد تم تجريده من رتبته في ساحة الشرف بالمدرسة الحربية بباريس في 5 يناير عام 1895 ثم بُعث إلى جزيرة الشيطان بجويان الفرنسية ويمر عامان.
أعلنت عائلة النقيب رفضها للظروف التي علي أساسها تم إصدار الحكم المؤبد. وقرر ماثيو دريفوس وزوجته لوسي دريفوس أن يكرثا وقتهما وكل ما يملكا من موارد للدفاع عن هذه القضية. وبدأت تظهر معلومات جديدة وتفاصيل حول القضية شجعت أسرة دريفوس على طلب مراجعة القضية من جديد. وفي الوقت نفسه٬ رأى بيكار-الرئيس الجديدللمخابرات الفرنسية- في صيف 1896 أن المؤلف الحقيقي للمذكرة هو فرديناند ولسن إسترهازي-قائد المشاة- المغرق بديونه وأنه ليس دريفوس. ووفقاً لهذه النتائج٬ فقد سبق العقيد بيكار وتعدى على دور زملائه المسؤولون عن القضية إذ كشف الخائن الحقيقي. لكن هؤلاء رفضوا الاعتراف بالخطأ وأكدوا على أن الحالتين منفصلتان.
وأمام إصرار العيقد على كلامه٬ صدر قرار بعزله من الجيش وإرساله إلى شمال أفريقيا. يعد هذا القرار نتيجة للمكائد التي دبرها تابعه السابق، الرائد هنري. وقبل أن يغادر بيكار البلاد باح بسره لصديقه المحامي لويس لوبلوا الذي ثار من الظلم الواقع على دريفوس٬ وقرر بدوره أن يبوح بهذا السر إلى نائب رئيس مجلس الشيوخ أوغست شرور كاستنيه لكن إتقفا على الاحتفاظ بهذا السر لعدم وجود الأدلة الكافية لإثباته 
وتأتي نقطة التحول عند نشر صحيفة لوماتان صورة من تلك المذكرة في نوفمبر1896٬ كما تم لصق كتابة الجاني في جميع أنحاء باريس فعرف الجميع أنها حتماً كتابة إسترهازي. فتقدم ماثيو دريفوسو لويس دريفوس بشكوى ضد إسترهازي٬ فتدخل أوغست شرور كاستنيه رسمياً مما جعله هدفاً للوطنيين العنصريين والمعادين للسامية. وأسرعت القيادات العليا لمساعدة إسترهازي لكن أمام المخاطر التي تشكلها أسئلة الرأي العام وإمكانية إنشاء لجنة تحقيق برلمانية وفقاً لذلك٬ فإنه لا يوجد لديهم خيار آخر سوى أن يصدر قرار بضبط وإحضار إسترهازي أمام المجلس الحربي.
وترجع أهمية هذا القرار بالنسبة للجيش هو إغلاق أي طريق قانوني لإعادة النظر في قضية دريفوس وذلك عن طريق منح إسترهازي حكم براءة لا يجوز الطعن فيه.
ففتحت الجلسة في 10 يناير عام 1898 وبمهارة التلاعب, برأ المحقق دوبويو والقضاة العسكريون الخائن الحقيقي بتحريف العدالة  وبعد ثلاث دقائق مداولة بينهم للنطق بالحكم.
ورد زولا الذي كان قد كتب بالفعل ثلاث مقالات في صحيفة لو فيغارو وقرر أن يوجه ضربة قوية من خلال رسالة مفتوحة إلى رئيس الجمهورية.

## زولا يصبح ممثلاً لقضية دريفوس

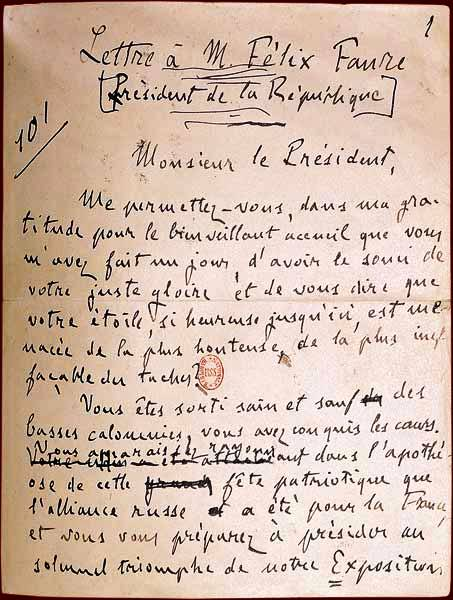
أول ال32 صفحة من نسخة "أنا أتهم" الأصلية, يناير عام 1898

وناضل زولا عن طريق البحث في تقاليد الالتزام السياسي الفكري حيث وجد أن سبق التحدث عن حوادث مماثل خاصة من قبل فولتير وقضية كالاس في القرن الثامن عشر. ثم تناول فيكتور هوغو قضيته التي واجه فيها الإمبراطور لويس بونابرت والتي ستظل محفورة في أذهان الجميع.
عرف هؤلاء الكتاب كيف يكرسون وقتهم ومهاراتهم الخطابية لمحاربة التعصب والظلم. واستفادوا من شهرتهم في خدمة ونصرة القضايا العادلة ضد الظلم دون النظر إلى العواقب. الجبهة المؤيدة دريفوس تحاول إنشاء اتحاد من هذا النوع وتتمنى أن يكون الرمز الأدبي لصالح القضية المطروحة. وقد أشار الإعلام في خريف وشتاء 1897-1898 عدة مرات إلى قضية كالاس أو ما يسمى بالقناع الحديدي رغبةً في الحصول على أحد يتبنى الدفاع عن القضية كما فعل فولتير من قبل في قضية كالاس. لكن اختفت كل الكوادر الأدبية المهمة: أونوريه دي بلزاك وغي دو موباسان وجوستاف فلوبير حتى ألفونس دوديه الذي توفى في ذلك الوقت في ديسمبر عام 1897. ولم يبقى سوى إميل زولا الذي قرر بعد إلحاح أن يتدخل مباشرة في مناقشة القضية بعد تفكير طويل أثناء خريف 1897. فقبل هذا التاريخ لم تكن القضية تهمه ولا تعنيه في شيء إلا أنه كان يخشى ارتفاع نسبة المعادين للسامية حيث كانت تزعجه.
ثم تقرب من نائب رئيس مجلس الشيوخ أوغست شرور كاستنيه واقتنع بالظلم الذي تمارسه المحكمة. كما عثر على عضو بمجلس الشيوخ لديه معلومات غير مؤكدة بأدلة لكنها صحيحة وموثوق بها من قبل المحامي لويس لوبلوه وهو من أقرب الأقربون لبيكار- الرئيس السابق للمخابرات العسكرية الفرنسية. وعرفت هذه المجموعة أن اسم الخائن الحقيقي هو إسترهازي منذ نهاية صيف 1897. وفي نهاية عام 1897 قرر زولا-نتيجة لغضبه الشديد لما تعرض له منظلم وإهانة من ردود أفعال الصحافة القومية. ونشر أول مقالاته في 25 نوفمبر عام 1897 بعنوان السيد شرور كاستنيه والذي أشار فيه زولا بدور هذا لارجل السياسي الشجاع الذي وقف ضد الظلم والإدانة التي تعرض لها دريفوس. كما لخص هذا المقال وأكد على أفكار المؤيدون للقضية لسنوات قادمة في هذه العبارة: «الحقيقة ستظهر لا محالة ولا شئ سيعرقل كشفها». وكان هذه الكلمات تفسر وتوضح ما كتبه إميل زولا في عمله الأدبي روجون-ماكار.
ولم تحقق هذه المقالة والمقالتان المتتاليتان بعدها، أحدهما بعنوان النقابة التي نشرت في 1 ديسمبر والأخرى بعنوان محضر رسمي نشرت في 5 ديسمبر٬ أي تأثير ملحوظ. حيث كان معتدلة ولم تؤثر أي منها لا في الجيش ولا في رجال السياسة. ومع ذلك٬ فقد أغضب هذا الاتحاد بعض قراء جريدة لوفيجارو. ومُرست الكثير من الضغوط على زولا وتم تهديده بمنعه من الكتابة بهذه الجريدة. فقرر فرناند دي رودايز٬ أحد أعضاء مجلس إدارة جريدة لو فيغارو.
وتحققت الأسطورة بكتابة زولا لمقالة أنا أتهم...! في يومين فقط ما بين 11 و13 يناير وكان ذلك بعد صدور الخكم ببرأءة إسترهازي واعترض الخبراء على هذه المقالة  لما تحتويه من معلومات وأدلة مختلفة تأكد على أن نية زولا من كتابة هذه المقالة هي تصعيد القضية وإثبات أنها تمت مع سبق الإصرار والترصد٬ كان كل هذا قبل قضية إسترهازي في 1 ديسمبر عام 1897.
علاوة على ذلك٬ يبدو أن زولا لم يكن مقتنعاً من الأصل بإدانة إسترهازي وكان قد صرح لصديقه المقرب بول ألكسي قبل صدور الحكم بيومين أنه على يقين بأنه برئ.
مع ذلك تم النظر في كلا الخياريين: إما أن يكون إسترهازي مدان بالفعل والمقال يعزز مواضع الشك في القضية ويطالب بإعادة النظر فيها من جديد وإما أن يكون برئ والمقال ليس إلا تشكيك في العدالة وفي ذلك الوقت سسكون لها آثار هائلة على زولا.
وفي كلتا الحالتين فهدف هذه المقالة هو الرد علي الظلم بطريقة عنيفة لذلك قرر زولا الانقلاب.
وبعد إزالة صحيفة لو فيغارو وفشلها في اتصالاتها مع الصحف الأخرى٬ حلم زولا بأن ينشر مقاله القادم في كُتيب ليُعبر عن سخطه بما أنه ليس مدعوم من الصحافة.
في هذا الوقت٬ لويس لوبلوه صديق العقيد بيكار نصحه بالتقرب من صحيفتا لورور وكليمنصو.
وظهر مقال أنا أتهم...! في طبعة 13 يناير عام 1898 في صحيفة لورور بعد يومين فقط من تبرئة إسترهازي من قبل المجلس الحربي. ذلك الحكم الذي خرب آمال مؤيدي إعادة النظر في قضية دريفوس وتم توزيع المقال من الساعة الثامنة صباحاَ حيث نفذ من 200 ألف نسخة إلى 300 ألف نسخة في ساعات معدودة بباريس. وقد كتب هذا المقال في الصفحة الأولى من الجريدة وأخذ جزء من الصفحة الثانية. صحيح أن هذا المقال كتبه زولا ولكن برؤية روائية حولت الجهات الفاعلة بالقضية إلى أبطال ثم أخرج ذلك في شكل حروف كونت هذا المقال.
-تشارلز بيجوي شاهد على الحدث:
يتجول باعة الصحف والجرائد بباريس حاملين نسخ عديدة من جريدة لورور طوال النهار ويصرخون بأعلى صوت حتى يبيعونها ويوزعوها على الناس حيث كانت عودة باريس الضعيفة وعلو صوتها بمثابة صدمة كبيرة.
ومن قبيل الصدفة٬ أن في نفس وقت صدور النسخ الأولى من هذا المقال وبيعها في أرجاء باريس المختلفة٬ تم إلقاء القبض على بيكار في منزله واحتجز في جبل فاليريان. وكان هذا اليوم هو نفسه الذي تمت فيه انتخابات رئيس مجلس الشيوخ ونوابه حيث كانت هزيمة أوغست شرور-كاستنيه أول رجل سياسي مؤيد لقضية دريفوس والذي أنكره نظرائه بعد يومين من براءة إسترهازي تلك هي الظروف التي نشر أثنائها مقال أنا أتهم...!.

## جريدة الفجر الفرنسية

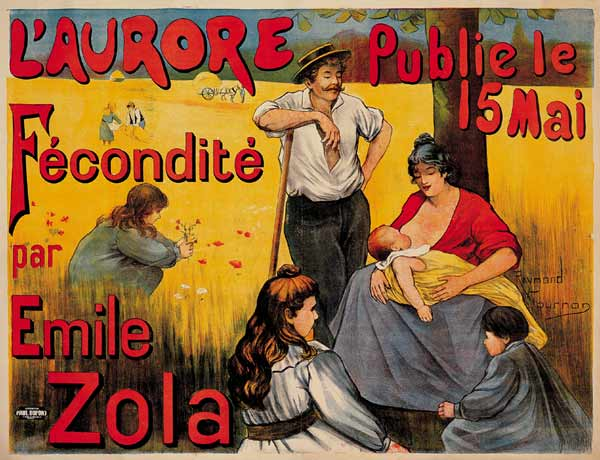
ريمون تورنو, صمم هذا الإعلان الملصق بمناسبة نشر مقالة فاكوندينه في حلقات بجريدة لورور عام 1899

أنشأ ريمون تورنو هذا الملصق الإعلاني بجريدة لورور بمناسبة نشر خصوبة أو فاكونديته على شكل حلقات عام 1899. وقد دعمت الصحيفة اليومية لورور المناضلة إميل زولا ومقالته التي أنشأت مؤخراً في صباح يوم من أيام شهر أكتوبر عام 1897. وكانت هذه الصحيفة حديثة النشأة إذ تم إنشاؤها فبل نشر المقال بثلاثة أشهر فقط. ثم تم لصق هذا العنوان يوم الخميس 133 يناير عام 1898 الذي ظهر في النسخة رقم 87 من الجريدة.
وكان أرنست فوجن مؤسس ومدير هذه الصحيفة٬ عرف سياسياً اسم بوردون حيث انضم إلى الدولية عام1867 كما ساهم في العديد من الصحف وكان مديراً لجريدة المتصلب الفرنسية عام 1881 لكنه تخلى عن منصبه هذا بسبب خلاف مع صهره هنري روسفور عام1888. وترك الصحافة عام1903.
وكان ذلك بعد إنشاء جريدة الفجر الفرنسية عام1897. وبعد هذا الإصدار٬ حرصت فوغان على الحصول على خدمات من چورچ كليمنصو هدفاً في حجب العدالة وتضليل الرأي العام بعد ستة أشهر من النشر وإصدار 688 افتتاحية.
ثم أصبح ألكسندر برينكس البالغ من العمر أربعة وأربعون عاماً٬ مُديراً للصحيفة في يتاير عام1898. والذي ذكر اسمه أثناء قضية زولا حيث كان أحد المتهمين بالقضية وتولى الفريد كليمنصو-أخو كاتب الافتتاحيات- الدفاع عنه. فبدأ وكأنه لم يكن له أي دور في نشر نص زولا.
لقد كانت صحيفة الفجر الفرنسية تصدر يومياً تهتم بالحياة الفنية والأدبية في باريس. كما أنها تقدم منتدى سياسي يمثل الحزب اليساري التقدمي الجمهوري ومحرره چورچ كليمنصو رئيس تحرير الصحيفة نفسها. حيث كان يسكن في شارع مونمارتر بالطابق الثالث بمبنى متواضع في الفناء الخلفي.
وبعد ذلك تم تقليل فريق التحرير إلى ست وحدات حيث كان معظمهم من جريدتي العدالة والمتصلب مثل غوستاف جيفرو.
تم توزيع الصحيفة وفقاً لما تحتويه وتكوينها الخاص وليس وفقاً لطباعتها. ثم عٌهدت طباعتها إلى مطبعة بول دوبون التي كانت تطبع إنتاج أصلي وصباح والوطن ويعد هذا هو سبب أن هؤلاء الأربع صحف يحملن نفس العنوان ألا وهو عنوان دار الطباعة.
يوربان جوهيه هو المعاون الأساسي لفوغان والذي ستتسبب تجاوزاته ضد الأعمال العسكرية في فرار الكثير من القراء المناصرين لدريفوس والتي قد تؤدي إلى رحيل كليمنصو في عام 1899.
ويشمل فريق التحرير أيضاً متعاوناً ذو وزن ألا وهو برنارد لازار٬ مؤلف الكتيبات التي نشرت لأول مرة للدفاع عند عن دريفوس وهو نفسه الذي استطاع إقناع فريق التحرير بالجريدة أن دريفوس مظلوم.
وتبقى جريدة الفجر هي زعيمة الصحف الباريسية الناصرة دريفوس حيث تٌقدم حيز لكل الشخصيات الرئيسية لحركة دريفوس لإبانتها والتعبير عنها٬ وكان زولا وفياً لهذه الجريدة حتى وفاته حيث قدم لها روايته فاكونديتة لتنشر على شكل حلقات يومياً وكان ذلك عقب عودته من المنفى في لندن عام 1899.
ويرجع الفضل لمقال زولا الهجائي الذي نشر بالجريدة في وصولها إلى أعلى درجات المجد بالإضافة إلى جلسة حضرها الكثير من الجمهور